# Jaden Korr
Jaden Korr es un personaje del Universo Star Wars bastante poco común entre los jedi. Logró construir un sable láser sin entrenamiento oficial, cosa prácticamente imposible. El tipo era desconocido y su color de hoja era morado. Era un estudiante de Coruscant, de raza humana (aunque en el videojuego se puede elegir la especie) .

## Historia
A medida que avanzaba en la academia, guiado por su maestro Kyle Katarn, sus poderes aumentaron y sintió la tentación del lado oscuro al enfadarse en varias ocasiones con su amigo Rosh Penin. En su lucha contra Rosh su sable láser fue destruido por el cetro de Tavion. Tampoco se sabe de qué color y tipo era el sable sustituto. Después, en Taspir III, Alora, aprendiza de Tavion, le tentó a que matara a Rosh y así pasarse al lado oscuro.
Las versiones de lo que pasó con Jaden son dos: una es que, al no controlar su ira, pasó al lado oscuro de la fuerza después de matar a Rosh Penin. Pensó que Tavion era demasiado débil para tener el cetro de Ragnos, y luego de matar a Alora se dirigió a Korriban, en donde eliminó a todos los Jedi y Sith que se interpusieron en su camino, a excepción de su maestro Kyle Katarn, con quien tuvo un arduo duelo, del que sobrevivió haciéndose el muerto debajo de las piedras que Jaden le arrojó encima. Después de eso huye con el cetro.
La otra es que no mató a Rosh. Controlando su ira, se enfrentó a Alora y después, ayudado por los otros Jedi en Korriban, logró llegar a la tumba de Ragnos. En ésta se enfrentó a Tavion como cualquier sith, que obsesionada por la idea de no perder, le permitió a Marka Ragnos ocupar su cuerpo. Este no usa un sable láser sino la espada que saca de su cetro, y esta, influenciada con energía oscura, se transforma en algo muy parecido a un sable láser. Jaden consigue derribar a Tavion, y aunque no pensó en acabarla, esta muere debido a la poderosa corrupción provocada por Ragnos sobre su cuerpo, el cual no pudo soportarlo. Finalmente, Jaden logra cerrar la tumba del Lord Sith.
Luego de su victoria en Korriban, Luke le ofrece un título importante en la Orden Jedi. Aquí comienzan los cinco años, los cuales los pasa en soledad, entrenándose en los poderes de la fuerza.
Ahora entonces, en el año 19 DBY, cuando la Nueva República y El Imperio Galáctico llegaron a la paz, un aprendiz del Emperador Clonado, llamado Darth Murter, reúne seguidores y un ejército para atacar, en secreto , a la Orden Jedi. Afortunadamente, la actual cabeza de la Orden, Luke Skywalker, se entera de los planes de Murter. Llegó el momento de que Luke llame a un gran Jedi para que lo ayude: Jaden Korr. acude de inmediato y es recibido por su antiguo maestro, Kyle Katarn, y por su amigo, ahora un miembro destacado de la Orden: Rosh Penin. 
Cuando Jaden llegó a la Orden, ocasionó el descontento y la envidia de varios aprendices.porque utilizaba a menudo poderes de la fuerza como los poderosos rayos, estrangulamiento y demás. El argumento de los aprendices se basaba en que a ellos se les exigía muchas cosas para no desviarse del Sendero de la Luz, y al ver que su mayor autoridad era de un Jedi que no cumplía con muchas de sus reglas esto condujo a una pequeña rebelión entre los aprendices Jedi, pero Rosh se ocupó de calmarla rápidamente. Sin embargo, no se pudo evitar el hecho de que un joven se uniera a la causa de Murter. Este joven era Bal Di-Kora, luego conocido como Darth Alastor.
Jaden siempre lideró la vanguardia en todas las escaramuzas, enfrentándose a varios Jedi oscuros. Luego de varios enfrentamientos logró derrotar a Darth Murter sin dificultad. Este fue el final de Murter, y aquí comenzó a conspirar y rearmar un ejército Sith, clandestinamente, el temido Lord Alastor.En esta ocasión quien se encargaría de arruinar los planes fue Jaden Korr y Rosh Penin que no les basto con unos segundos para acabar con Lord Alastor y su ejército , además que lograron que Bal Di-Kora regresara al lado luminoso.
- Datos: Q3160424